# Reseda urnigera
Reseda urnigera är en resedaväxtart som beskrevs av Philip Barker Webb. Reseda urnigera ingår i släktet resedor, och familjen resedaväxter. Utöver nominatformen finns också underarten R. u. boissieri.